# Morgan (Minnesota)
Morgan é uma cidade localizada no estado americano de Minnesota, no Condado de Redwood.

## Demografia
Segundo o censo americano de 2000, a sua população era de 903 habitantes.
Em 2006, foi estimada uma população de 832, um decréscimo de 71 (-7.9%).

## Geografia
De acordo com o United States Census Bureau tem uma área de
1,4 km², dos quais 1,4 km² cobertos por terra e 0,0 km² cobertos por água. Morgan localiza-se a aproximadamente 318 m acima do nível do mar.

## Localidades na vizinhança
O diagrama seguinte representa as localidades num raio de 16 km ao redor de Morgan.